# Fig. 4 (Amerikaanse band)
fig. 4 was een Amerikaanse indierockband uit Dayton. De band bestond uit zanger-gitarist Tobin Sprout, bassist Dan Toohey en drummer John Peterson. De titelloze ep fig. 4 werd in 1984 uitgebracht. Het debuut- en enige (eveneens titelloze) album fig. 4 verscheen in 1987 op vinyl in een oplage van 300 stuks. Tien jaar later werd een heruitgave uitgebracht op cd.
Robert Pollard trad op als gastzanger. Sprout en Toohey zouden later deel gaan uitmaken van Guided by Voices, de indierockband rond Pollard. Sprout zou zelfs een bepalende rol gaan spelen in het geluid van de band.

## Stijl
Stanton Swihart van AllMusic omschreef de muziek op het album als "post-punk in a distinctly early R.E.M./Athens-scene sort of way, showing the influence of new wave and punk as well as jangly alternative rock".